# Jocund Bonet Mercadé
Jocund Bonet Mercadé (Tarragona 1874 - Reus 14-VIII-1936) va ser un sacerdot català mort a principis de la guerra civil espanyola.
Va ser soldat a la Guerra de Cuba, i quan va acabar els estudis al Seminari de Tarragona, va ser ordenat sacerdot l'any 1900 per l'arquebisbe Tomàs Costa i Fornaguera. Va ser nomenat vicari de la Catedral de Tarragona i després, el 1915, regent i rector de la Parròquia de Sant Joan de Reus. Va treballar per cercar mecenes per la construcció de l'església parroquial, iniciada el 1912. L'església de sant Joan va ser inaugurada l'any 1932 pel cardenal Vidal i Barraquer, encara que no estava acabada. Sembla que mossèn Bonet va dedicar tots els seus estalvis a finançar la construcció de l'església. A Reus va organitzar l'Acció Catòlica de la Dona i la Secció de Joventut, i va col·laborat assíduament al periòdic Semanario Católico de Reus, d'ideologia conservadora. Als inicis de la guerra civil, va estar amagat a casa d'uns amics, però un grup de milicians el va trobar. Conduït a la carretera de Falset (actual N-420), a l'encreuament de la que va a l'Institut Pere Mata, el van fer baixar i el van afusellar. Està enterrat al Cementiri de Reus. És considerat beat i màrtir per l'Església Catòlica des de la Beatificació de Tarragona.